# Taonius
Taonius is een geslacht van inktvissen uit de familie van de Cranchiidae.

## Soorten
- Taonius belone (Chun, 1906)
- Taonius borealis (Nesis, 1972)
- Taonius pavo (Lesueur, 1821)